# Sensembra
Sensembra è un comune del dipartimento di Morazán, in El Salvador.